# 하이 애버백
하이 애버백(Hy Averback, 1920년 10월 21일 ~ 1997년 10월 14일)은 미국의 영화 감독, 배우, 텔레비전 배우, 영화배우, 영화 프로듀서이다.
미니애폴리스에서 태어났으며 로스앤젤레스에서 사망하였다.

## 영화
- 밥 호프: 헐리우즈 브라이티스트 스타 (1996년) - 본인 역
- 남자 사냥 (1984년)
- 제시카의 추리 극장 (1984년)
- 해저드 마을의 듀크 가족 (1979년)
- 더 뉴 매버릭 (1978년)
- 매쉬 - 시리즈 (1972년)
- 웨어 워 유 웬 더 라이트 웬 아웃? (1968년)
- 성공시대 (1967년)
- 도나 리드 쇼 (1958년)
- 프란시스 인 더 네이비 (1955년)
- 베니 굿맨 스토리 (1955년)
- 왈가닥 루시 (1951년)
- 크라이 댄저 (1951년)